# SV Planeta I
SV Planeta I – statek wielozadaniowy należący do Urzędu Morskiego w Szczecinie. Jednostka znajduje się w strukturach organu od 2020 roku, zastępując wyeksploatowaną jednostkę SV „Planeta”. Statek wraz z bliźniaczą jednostką SV „Zodiak II” wybudowano w stoczni Remontowa Shipbuilding w Gdańsku.

## Historia
Plany dotyczące zastąpienia wyeksploatowanych jednostek typu B91 (SV „Zodiak II” oraz SV „Planeta”) służących w urzędach morskich rozpoczęły się w 2016 roku. Problemy dotyczące pozyskania nowych jednostek doprowadziły do unieważnienia dwóch przetargów na budowę nowych jednostek, otwartych kolejno w 2016 i 2017 roku. Finalnie w 2018 roku udało się podpisać umowę dotyczącą budowy dwóch nowych jednostek wielozadaniowych z przeznaczeniem dla Urzędu Morskiego w Gdyni oraz w Szczecinie. Podpisana umowa miała wartość 240 mln złotych, z czego projekt zyskał dofinansowanie ze środków Unii Europejskiej, w wysokości 80% wartości kontraktu. Kontrakt na ich budowę przypadł stoczni Remontowa Shipbuilding. Nowe jednostki otrzymały oznaczenie typu B618.
Budowę „Planety I” rozpoczęto 20 sierpnia 2018 roku, zaś uroczyste położenie stępki miało miejsce 29 października tego samego roku. Wodowanie jednostki odbyło się 29 października 2019 roku, zaś jednostka została przekazana odbiorcy 30 października 2020 roku. 14 listopada 2020 roku odbył się chrzest jednostki oraz uroczyste wprowadzenie „Planety I” do służby w strukturach Urzędu Morskiego w Szczecinie. Matką chrzestną statku została Agata Lichszteld, małżonka dyrektora Urzędu Morskiego w Szczecinie. Statek przeznaczony jest do wystawiania oznakowania nawigacyjnego, holowania statków, prowadzenia prac hydrograficznych, zwalczania zanieczyszczeń na wodach oraz pełnienia funkcji lodołamacza.
W 2020 roku statek wraz z jednostką bliźniaczą zostały wyróżnione nagrodą Baird Maritime w kategorii „Najlepsza robocza jednostka wielozadaniowa 2020 roku na świecie”.

## Konstrukcja
SV „Planeta I” to specjalistyczny statek wielozadaniowy o długości całkowitej 60,1 m (między pionami: 53,63 m), szerokości 12,8 metra oraz zanurzeniu 3,5 m. Nośność wynosi 350 ton. W dziobowej części kadłuba ulokowana jest dziobówka, zaś w części rufowej znajduje się żuraw o zasięgu ramienia 17 metrów i udźwigu 10 ton oraz urządzenia do wyciągania i kotwiczenia boi. Dodatkowo „Zodiak II” wyposażono w instalacje do usuwania zanieczyszczeń olejowych, instalacje do gaszenia pożarów na innych jednostkach pływających, hak holowniczy o uciągu 400 kN, łódź hydrograficzną, sondy oraz pojazd do prac podwodnych. Załoga jednostki liczy 21 osób.
Statek napędzany jest poprzez napęd spalinowo-elektryczny, składający się z trzech głównych generatorów prądu o mocy 1590 kW każdy przy 1800 obr./min, oraz jednego zespołu awaryjnego o mocy 220 kW przy 1800 obr./min. Napędzają one dwa pędniki azymutalne o mocy 1400 kW każdy oraz ster strumieniowy o mocy 850 kW. Pozwala to na osiągnięcie maksymalnej prędkości 13 węzłów. 